# Eucephalus
Eucephalus é um género botânico pertencente à família Asteraceae.
O género foi descrito por Thomas Nuttall e publicado em Transactions of the American Philosophical Society, new series 7: 298–299. 1840.
Trata-se de um género não listado pelo sistema de classificação filogenética Angiosperm Phylogeny Website.

## Espécies
O género tem 30 espécies descritas das quais 10 são aceites:
- Eucephalus breweri (A.Gray) G.L.Nesom
- Eucephalus elegans Nutt.
- Eucephalus engelmannii (D.C.Eaton) Greene
- Eucephalus glabratus (Greene) Greene
- Eucephalus glaucescens (A.Gray) Greene
- Eucephalus gormanii Piper
- Eucephalus ledophyllus (A.Gray) Greene
- Eucephalus paucicapitatus (B.L.Rob.) Greene
- Eucephalus tomentellus (Greene) Greene
- Eucephalus vialis Bradshaw